# マルセル・グリオール

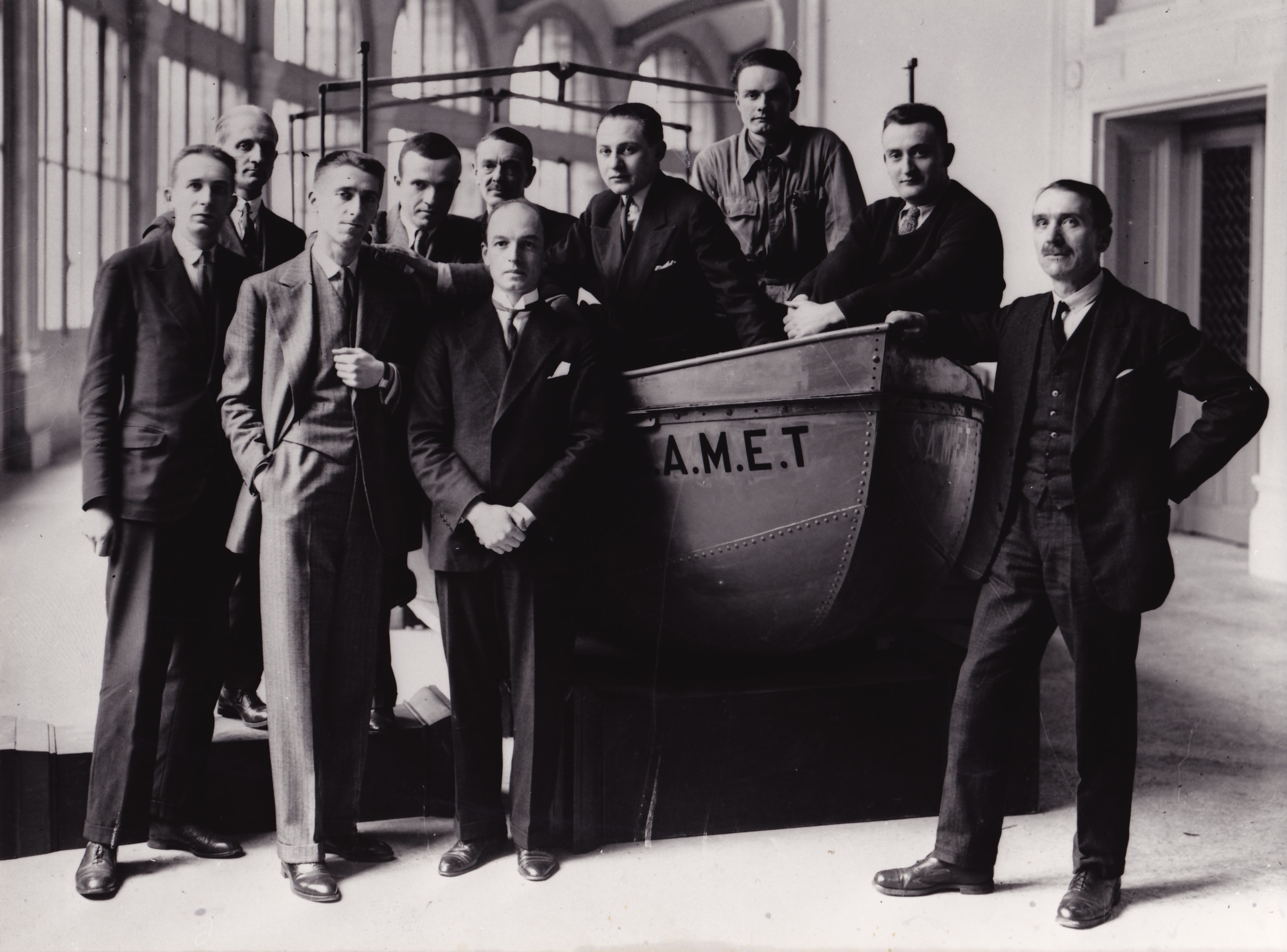
ミシヨン・ダカール＝ジブチに赴いた学者たちの集合写真。トロカデロ民族誌学博物館にて1931年に撮影された。前列中央、手を組んでいる人物がマルセル・グリオール。

マルセル・グリオール（Marcel Griaule、1898年5月16日 エジー＝シュル＝アルマンソン - 1956年2月23日 パリ）は、フランスの民族学者である。西アフリカ内陸部のサンガ（現在はマリ共和国領）に住むドゴン族の研究で知られる。サンガでフィールドワークを行い、タマネギとピーマン栽培用の灌漑ダムの建設を励ましながら地域の発展にも寄与した。
民族誌学に関係して、重要な貢献のひとつは、ドゴンの宇宙発生論が、西洋のいくつかの宇宙発生論とすくなくとも同じくらいには重要であるというデモンストレーションをした。しかし、ドゴン族の宇宙認識における西洋の影響を過小評価しているとひどく非難されることとなる。アフリカの伝統的葬儀を研究した稀少な民族誌学者のひとりである。

## 生涯

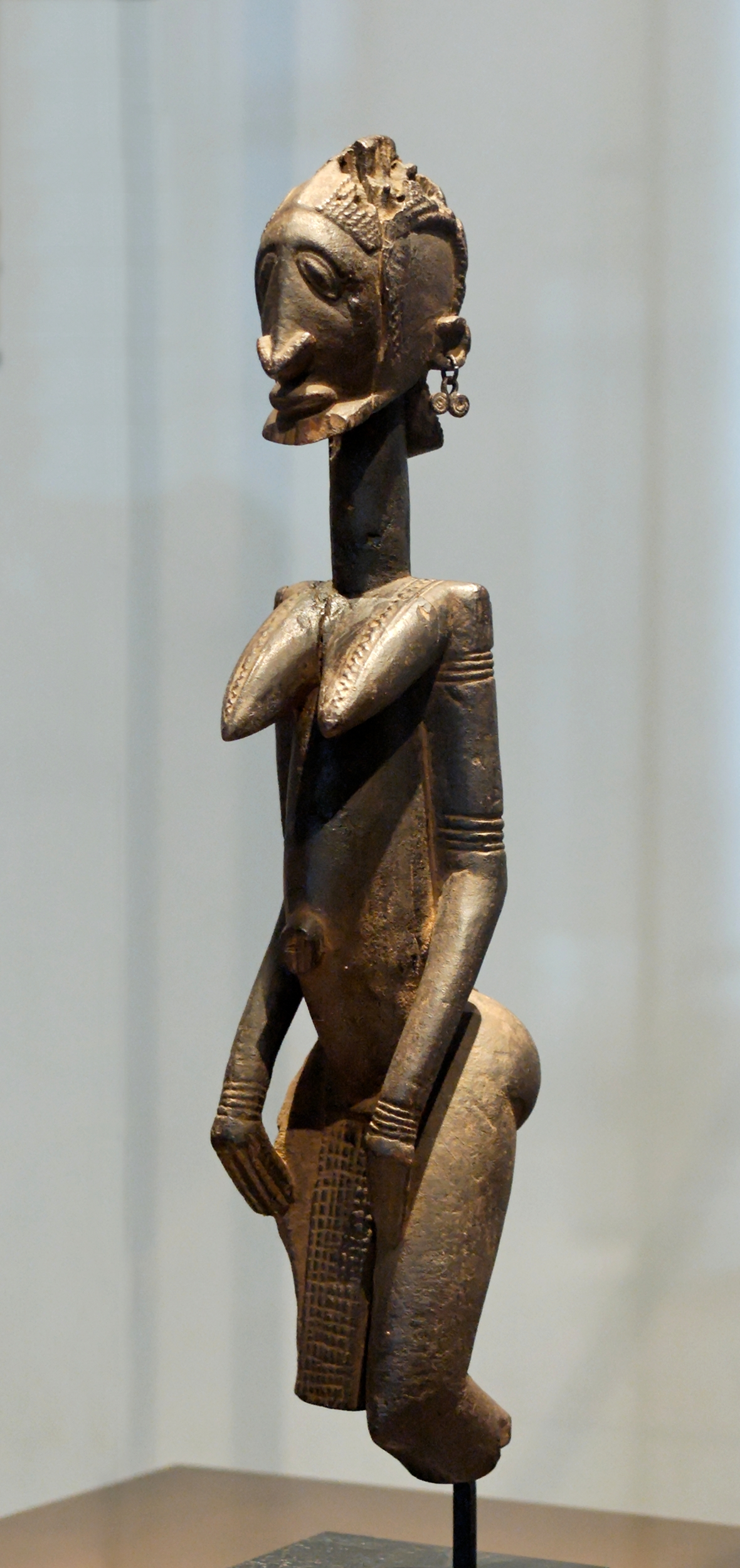
ドゴン族の彫刻（ルーブル美術館）

マルセル・グリオールは1898年5月16日にフランス共和国ヨンヌ県のエジ＝シュル＝アルマンソン村に生まれた。父方はオヴェルニュからヨンヌに移住してきた家系であり、母はブリの人であった。当初は自然科学に興味があり、リセ・ルイ＝ル＝グランの数学特進クラスで中等教育を受け、エコール・ポリテクニークに入学する準備をしていたが、第一次世界大戦の勃発により学業の中断を余儀なくされた。士官を養成するための学校に入り、飛行機の操縦技術などを学んだ後、軍人としてオスマン帝国領シリアに向かった。
終戦後、軍を除隊したグリオールは、大学で高等教育を受けることを希望した。興味の中心は言語学と民族学に移り、東洋言語研究所や高等研究応用学院で学んだ。1927年にアビシニアの言語（アムハラ語）でディプロムを取得し、翌年の1928年から1929年まで宣教のためエティオピアに赴き、数ヶ月をそこで過ごした。
マルセル・グリオールは、1931年から1933年まで、アフリカ大陸を西から東へ横断する遠征旅行を指揮した（ミシヨン・ダカール＝ジブチ）。ミシェル・レリス、アンドレ・シェフネールとそのたの民族学者たちが、この機会にフィールドワーク民族学を開始した。この探検の間、グリオールはドゴン族について研究し、その調査に多大な成果を成し遂げた。
1941年から人類学者のジェルメーヌ・ディテルランとともに、マリのバンジャガラでフィールドワークをした。その成果として発表したドゴン族の天文学に関する論文は「ドゴン族がノンモの一つとしてシリウスB星の存在を知っていた」とする内容を含み、学術界外にもよく知られることとなった。ただし、1990年代に調査手法に問題があったとする論文も提出されている。シリウスB星はシリウスの連星系を構成する白色矮星であり、通常、肉眼では見えない。
1943年から1956年の彼の死まで、パリ大学ソルボンヌの教授（民族学筆頭）をつとめた。『ユニオン・フランセーズ』誌の顧問でもあった。1940年からは、『ソシエテ・デ・アフリカニスト』誌の事務局長をつとめていた。
民族学者でヌーヴェルヴァーグの映像作家ジャン・ルーシュはグリオールの教え子で、彼と共同監督した短篇ドキュメンタリー映画がある。Les Magiciens de Wanzerbé（1948年）がそれである。ニジェールで撮影され、カメラはルーシュが回した。
娘のジュヌヴィエーヴ・カラム＝グリオールと仕事をしていた時期がある。
マルセル・グリオールは1956年2月、心筋梗塞によりパリで亡くなった。グリオールの葬式はフランスのみならず、ドゴン人の国においても執り行われ、その模様はケ・ブランリ美術館がフィルムに収めた。

## 著作
- Les Flambeurs d'hommes　1936年、再版Berg International、1991年11月1日 ISBN 2900269768
- Masques dogons　1938年、第4版1994年、再版2004年、Publications Scientifiques du Muséum national d'Histoire naturelle（国立自然史博物館）、890 p. + XXXII. ISBN 2856535690
- Jeux dogons　1938年
- Les Sao légendaires　1943年8月17日、ガリマール社 ISBN 207022953X
- Dieu d'eau（Ogotemmeliとの対話、神聖ドゴンの思考構造を説いた）　1948年 ISBN 2213598479

『水の神 - ドゴン族の神話的世界』、訳坂井信三、竹沢尚一郎、せりか書房、1997年6月 ISBN 4796702059
- Renard pâle, ethnologie des Dogons（共著ジェルメーヌ・ディテルラン）　1965年 / 1991年、Institut d'Ethnologie

『青い狐 - ドゴンの宇宙哲学』、訳坂井信三、せりか書房、1986年9年 ISBN 479670146X